# Liste des chansons des Arctic Monkeys

Arctic Monkeys est un groupe britannique de rock indépendant. La liste ci-dessous contient l'ensemble des chansons du groupe et des reprises du groupe sorties sur leurs albums studio, albums live, compilations, EPs, démos, singles et splits. Cette liste ne contient pas les reprises que le groupe a joué lors de ses concerts et qui n'ont pas été éditées.

## Chansons
| † | Chansons éditées en single |

| Titre                                                                        | Année | Album / Single                                                                      | Auteur(s)                                                       | Notes                                                                                                   |
| ---------------------------------------------------------------------------- | ----- | ----------------------------------------------------------------------------------- | --------------------------------------------------------------- | --- |
| 2013                                                                         | 2013  | Do I Wanna Know?                                                                    | Alex Turner                                                     | Face B du single                                                                                        |
| 505                                                                          | 2007  | Favourite Worst Nightmare                                                           | Alex Turner                                                     | |
| 7                                                                            | 2006  | When the Sun Goes Down                                                              | Alex Turner                                                     | Face B du single (version américaine uniquement)                                                        |
| A Certain Romance                                                            | 2006  | Whatever People Say I Am, That's What I'm Not                                       | Alex Turner                                                     | |
| All My Own Stunts                                                            | 2011  | Suck It and See                                                                     | Alex Turner                                                     | |
| American Sports                                                              | 2018  | Tranquility Base Hotel and Casino                                                   | Alex Turner                                                     | |
| Arabella †                                                                   | 2013  | AM                                                                                  | Alex Turner                                                     | |
| Baby I'm Yours (en)                                                          | 2006  | Leave Before the Lights Come On                                                     | Van McCoy                                                       | reprise de Barbara Lewis, face B du single                                                              |
| Bad Woman (feat. Richard Hawley)                                             | 2007  | Teddy Picker                                                                        | Arctic Monkeys (sous le surnom The Death Ramps), Richard Hawley | Face B du single                                                                                        |
| Balaclava                                                                    | 2007  | Favourite Worst Nightmare                                                           | Alex Turner                                                     | |
| Batphone                                                                     | 2018  | Tranquility Base Hotel and Casino                                                   | Alex Turner                                                     | |
| Bigger Boys and Stolen Sweethearts                                           | 2005  | I Bet You Look Good on the Dancefloor                                               | Alex Turner                                                     | Face B du single                                                                                        |
| Black Treacle †                                                              | 2011  | Suck It and See                                                                     | Alex Turner                                                     | |
| Brianstorm †                                                                 | 2007  | Favourite Worst Nightmare                                                           | Alex Turner                                                     | |
| Brick by Brick                                                               | 2011  | Suck It and See                                                                     | Alex Turner                                                     | |
| Catapult                                                                     | 2009  | Cornerstone                                                                         | Alex Turner                                                     | Face B du single                                                                                        |
| Chun-Li's Spinning Bird Kick                                                 | 2005  | I Bet You Look Good on the Dancefloor                                               | Alex Turner                                                     | Face B du single, instrumentale                                                                         |
| Cigarette Smoker Fiona                                                       | 2006  | Who the Fuck Are Arctic Monkeys? EP                                                 | Alex Turner                                                     | |
| Come Together †                                                              | 2012  | Isles of Wonder                                                                     | Lennon/McCartney                                                | reprise des The Beatles                                                                                 |
| Cornerstone †                                                                | 2009  | Humbug                                                                              | Alex Turner                                                     | |
| Crying Lightning †                                                           | 2009  | Humbug                                                                              | Alex Turner                                                     | |
| D Is for Dangerous                                                           | 2007  | Favourite Worst Nightmare                                                           | Alex Turner                                                     | |
| Da Frame 2R                                                                  | 2007  | Matador/Da Frame 2R / Favourite Worst Nightmare                                     | Alex Turner                                                     | Piste bonus de la version japonaise de l'album                                                          |
| Dance Little Liar                                                            | 2009  | Humbug                                                                              | Alex Turner                                                     | |
| Dancing Shoes                                                                | 2006  | Whatever People Say I Am, That's What I'm Not                                       | Alex Turner                                                     | |
| Dangerous Animals                                                            | 2009  | Humbug                                                                              | Alex Turner                                                     | |
| Despair in the Departure Lounge                                              | 2006  | Who the Fuck Are Arctic Monkeys? EP                                                 | Alex Turner                                                     | |
| Do I Wanna Know? †                                                           | 2013  | AM                                                                                  | Alex Turner                                                     | |
| Do Me a Favour                                                               | 2007  | Favourite Worst Nightmare                                                           | Alex Turner                                                     | |
| Don't Forget Whose Legs You're On                                            | 2010  | My Propeller                                                                        | Alex Turner                                                     | Face B du single                                                                                        |
| Don't Sit Down 'Cause I've Moved Your Chair †                                | 2011  | Suck It and See                                                                     | Alex Turner                                                     | |
| Electricity                                                                  | 2012  | R U Mine?                                                                           | Alex Turner                                                     | Face B du single                                                                                        |
| Evil Twin                                                                    | 2011  | Suck It and See                                                                     | Alex Turner                                                     | Face B du single                                                                                        |
| Fake Tales of San Francisco (version de l'EP)                                | 2005  | Five Minutes with Arctic Monkeys EP                                                 | Alex Turner                                                     | |
| Fake Tales of San Francisco                                                  | 2006  | Whatever People Say I Am, That's What I'm Not                                       | Alex Turner                                                     | |
| Fire and the Thud                                                            | 2009  | Humbug                                                                              | Alex Turner                                                     | |
| Fireside                                                                     | 2013  | AM                                                                                  | Alex Turner                                                     | |
| Four Out of Five (en) †                                                      | 2018  | Tranquility Base Hotel and Casino                                                   | Alex Turner                                                     | |
| Fluorescent Adolescent †                                                     | 2007  | Favourite Worst Nightmare                                                           | Alex Turner, Johanna Bennett                                    | |
| Fright Lined Dining Room                                                     | 2009  | Cornerstone                                                                         | Alex Turner                                                     | Face B du single                                                                                        |
| From the Ritz to the Rubble (version de l'EP)                                | 2005  | Five Minutes with Arctic Monkeys EP                                                 | Alex Turner                                                     | |
| From the Ritz to the Rubble                                                  | 2006  | Whatever People Say I Am, That's What I'm Not                                       | Alex Turner                                                     | |
| Golden Trunks                                                                | 2018  | Tranquility Base Hotel and Casino                                                   | Alex Turner                                                     | |
| I Bet You Look Good on the Dancefloor †                                      | 2005  | Whatever People Say I Am, That's What I'm Not                                       | Alex Turner                                                     | |
| I Haven't Got My Strange                                                     | 2009  | Humbug / Crying Lightning                                                           | Alex Turner                                                     | Piste bonus de l'album iTunes, face B du single                                                         |
| I Wanna Be Yours                                                             | 2013  | AM                                                                                  | Alex Turner, John Cooper Clarke                                 | |
| I Want It All                                                                | 2013  | AM                                                                                  | Alex Turner                                                     | |
| I.D.S.T.                                                                     | 2011  | Don't Sit Down 'Cause I've Moved Your Chair                                         | Alex Turner                                                     | Face B du single                                                                                        |
| If You Found This It's Probably Too Late                                     | 2007  | Brianstorm                                                                          | Alex Turner                                                     | Face B du single                                                                                        |
| If You Were There, Beware                                                    | 2007  | Favourite Worst Nightmare                                                           | Alex Turner                                                     | |
| Joining the Dots                                                             | 2010  | My Propeller                                                                        | Alex Turner                                                     | Face B du single                                                                                        |
| Knee Socks                                                                   | 2013  | AM                                                                                  | Alex Turner                                                     | |
| Leave Before the Lights Come On †                                            | 2006  | Leave Before the Lights Come On                                                     | Alex Turner                                                     | Single sans album                                                                                       |
| Library Pictures                                                             | 2011  | Suck It and See                                                                     | Alex Turner                                                     | |
| Little Illusion Machine (Wirral Riddler) (feat. Miles Kane)                  | 2011  | The Hellcat Spangled Shalalala                                                      | Arctic Monkeys (sous le nom de The Death Ramps), Miles Kane     | Face B du single                                                                                        |
| Love Is a Laserquest                                                         | 2011  | Suck It and See                                                                     | Alex Turner                                                     | |
| My Propeller †                                                               | 2009  | Humbug                                                                              | Alex Turner, Jamie Cook                                         | |
| Mad Sounds                                                                   | 2013  | AM                                                                                  | Alex Turner, Alan Smyth                                         | |
| Mardy Bum                                                                    | 2006  | Whatever People Say I Am, That's What I'm Not                                       | Alex Turner                                                     | |
| Matador †                                                                    | 2007  | Matador/Da Frame 2R / Favourite Worst Nightmare                                     | Alex Turner                                                     | Piste bonus de la version japonaise de l'album                                                          |
| Nettles                                                                      | 2007  | Teddy Picker                                                                        | Alex Turner                                                     | Face B du single                                                                                        |
| Nettles †                                                                    | 2007  | The Death Ramps / Nettles                                                           | Alex Turner                                                     | Single en version limitée (en tant que The Death Ramps)                                                 |
| No Buses                                                                     | 2006  | Who the Fuck Are Arctic Monkeys? EP                                                 | Alex Turner                                                     | |
| No. 1 Party Anthem                                                           | 2013  | AM                                                                                  | Alex Turner                                                     | |
| Old Yellow Bricks                                                            | 2007  | Favourite Worst Nightmare                                                           | Alex Turner, Jon McClure                                        | |
| One for the Road †                                                           | 2013  | AM                                                                                  | Alex Turner                                                     | |
| One Point Perspective                                                        | 2018  | Tranquility Base Hotel and Casino                                                   | Alex Turner                                                     | |
| Only Ones Who Know                                                           | 2007  | Favourite Worst Nightmare                                                           | Alex Turner                                                     | |
| Perhaps Vampires Is a Bit Strong But..                                       | 2006  | Whatever People Say I Am, That's What I'm Not                                       | Alex Turner                                                     | |
| Piledriver Waltz                                                             | 2011  | Suck It and See                                                                     | Alex Turner                                                     | |
| Plastic Tramp                                                                | 2007  | Fluorescent Adolescent                                                              | Alex Turner                                                     | Face B du single                                                                                        |
| Potion Approaching                                                           | 2009  | Humbug                                                                              | Alex Turner                                                     | |
| Pretty Visitors                                                              | 2009  | Humbug                                                                              | Alex Turner                                                     | |
| Put Your Dukes Up John                                                       | 2006  | Leave Before the Lights Come On                                                     | Mat Gregory                                                     | Reprise des Little Flames, face B du single                                                             |
| R U Mine? †                                                                  | 2012  | AM                                                                                  | Alex Turner                                                     | |
| Reckless Serenade                                                            | 2011  | Suck It and See                                                                     | Alex Turner                                                     | |
| Red Light Indicates Doors Are Secured                                        | 2006  | Whatever People Say I Am, That's What I'm Not                                       | Alex Turner                                                     | |
| Red Right Hand                                                               | 2009  | Humbug / Crying Lightning                                                           | Mick Harvey, Nick Cave, Thomas Wydler                           | Reprise de Nick Cave and the Bad Seeds, face B du single, piste bonus de l'édition japonaise de l'album |
| Riot Van                                                                     | 2006  | Whatever People Say I Am, That's What I'm Not                                       | Alex Turner                                                     | |
| Science Fiction                                                              | 2018  | Tranquility Base Hotel and Casino                                                   | Alex Turner                                                     | |
| Secret Door                                                                  | 2009  | Humbug                                                                              | Alex Turner                                                     | |
| Settle for a Draw                                                            | 2006  | When the Sun Goes Down                                                              | Alex Turner                                                     | Face B du single                                                                                        |
| She Looks Like Fun                                                           | 2018  | Tranquility Base Hotel and Casino                                                   | Alex Turner                                                     | |
| She's Thunderstorms                                                          | 2011  | Suck It and See                                                                     | Alex Turner                                                     | |
| Sketchead                                                                    | 2009  | Cornerstone                                                                         | Alex Turner                                                     | Face B du single                                                                                        |
| Snap Out of It                                                               | 2013  | AM                                                                                  | Alex Turner                                                     | |
| Star Treatment                                                               | 2018  | Tranquility Base Hotel and Casino                                                   | Alex Turner                                                     | |
| Stickin' to the Floor                                                        | 2006  | When the Sun Goes Down                                                              | Alex Turner                                                     | Face B du single                                                                                        |
| Still Take You Home                                                          | 2006  | Whatever People Say I Am, That's What I'm Not                                       | Alex Turner, Jamie Cook                                         | |
| Stop the World I Wanna Get Off with You                                      | 2013  | Why'd You Only Call Me When You're High?                                            | Alex Turner                                                     | Face B du single                                                                                        |
| Suck It and See †                                                            | 2011  | Suck It and See                                                                     | Alex Turner                                                     | |
| Teddy Picker †                                                               | 2007  | Favourite Worst Nightmare                                                           | Alex Turner                                                     | |
| Temptation Greets You Like Your Naughty Friend (feat. Dizzee Rascal)         | 2007  | Brianstorm                                                                          | Alex Turner, Dizzee Rascal                                      | Face B du single                                                                                        |
| That's Where You're Wrong                                                    | 2011  | Suck It and See                                                                     | Alex Turner                                                     | |
| The Afternoon's Hat                                                          | 2010  | My Propeller                                                                        | Alex Turner                                                     | Face B du single                                                                                        |
| The Bad Thing                                                                | 2007  | Favourite Worst Nightmare                                                           | Alex Turner, Jamie Cook                                         | |
| The Bakery                                                                   | 2007  | Fluorescent Adolescent                                                              | Alex Turner                                                     | Face B du single                                                                                        |
| The Blond-O-Sonic Shimmer Trap                                               | 2011  | Don't Sit Down 'Cause I've Moved Your Chair / Suck It and See                       | Alex Turner                                                     | Face B du single, piste bonus de la version japonaise de l'album                                        |
| The Death Ramps                                                              | 2007  | Teddy Picker                                                                        | Arctic Monkeys (sous le nom de The Death Ramps)                 | Face B du single                                                                                        |
| The Death Ramps †                                                            | 2007  | The Death Ramps / Nettles                                                           | Arctic Monkeys (sous le nom The Death Ramps)                    | Single limité (sous le nom de The Death Ramps)                                                          |
| The Hellcat Spangled Shalalala †                                             | 2011  | Suck It and See                                                                     | Alex Turner                                                     | |
| The Jeweller's Hands                                                         | 2009  | Humbug                                                                              | Alex Turner                                                     | |
| She Looks Like Fun                                                           | 2018  | Tranquility Base Hotel and Casino                                                   | Alex Turner                                                     | |
| The Ultracheese                                                              | 2018  | Tranquility Base Hotel and Casino                                                   | Alex Turner                                                     | |
| The View from the Afternoon                                                  | 2006  | Whatever People Say I Am, That's What I'm Not / Who the Fuck Are Arctic Monkeys? EP | Alex Turner                                                     | |
| The World's First Ever Monster Truck Front Flip                              | 2018  | Tranquility Base Hotel and Casino                                                   | Alex Turner                                                     | |
| This House Is a Circus                                                       | 2007  | Favourite Worst Nightmare                                                           | Alex Turner                                                     | |
| Too Much to Ask                                                              | 2007  | Fluorescent Adolescent                                                              | Alex Turner                                                     | Face B du single                                                                                        |
| Tranquility Base Hotel & Casino                                              | 2018  | Tranquility Base Hotel and Casino                                                   | Alex Turner                                                     | |
| You Probably Couldn't See for the Lights but You Were Staring Straight at Me | 2006  | Whatever People Say I Am, That's What I'm Not                                       | Alex Turner                                                     | |
| You're So Dark                                                               | 2013  | One for the Road                                                                    |                                                                 | Face B du single                                                                                        |
| What If You Were Right the First Time?                                       | 2007  | Brianstorm                                                                          | Alex Turner                                                     | Face B du single                                                                                        |
| When the Sun Goes Down †                                                     | 2006  | Whatever People Say I Am, That's What I'm Not                                       | Alex Turner                                                     | |
| Who the Fuck Are Arctic Monkeys?                                             | 2006  | Who the Fuck Are Arctic Monkeys? EP                                                 | Alex Turner                                                     | |
| Why'd You Only Call Me When You're High? †                                   | 2013  | AM                                                                                  | Alex Turner                                                     | |
| You and I (feat. Richard Hawley)                                             | 2012  | Black Treacle                                                                       | Arctic Monkeys (sous le nom de The Death Ramps), Richard Hawley | Face B du single                                                                                        |